# 히비스커스 커우스트 AFC
히비스커스 커우스트 AFC(Hibiscus Coast Association Football Club)는 뉴질랜드 황가파라오아 반도에 연고를 둔 아마추어 축구단이다. 이 클럽은 1974년에 설립되었으며 홈구장은 황가파라오아의 스탠모 베이 파크를 사용한다.

## 역사
구단은 NRFL 디비전 2로 승격된 1974년부터 2003년까지 주로 노던 리그의 4부 또는 3부 리그에 소속되어 있었다. 그런 다음 2013년에 NRFL 디비전 1으로 승격되었고 다시 디비전 2로 강등되는 2019년까지 해당 리그에 계속 머무르게 되었다.
뉴질랜드 채텀 컵에서 클럽의 최고 성적은 2008년 16강에 올랐을 때이다.